# Нерейфіорд
Нерейфіорд, або Нерейфйорд (норв. Nærøyfjord) — фіорд у муніципалітеті Еурланн і фюльке Вестланн. Нерейфіорд має довжину близько 17 км і являє собою рукав Еурланнсфіорда, який є рукавом Согнефіорду. Нерейфіорд простягається до села Ґудванґен. Бакка — невелике село, розташоване на західному боці Нерьойфіорду, за чотири кілометри від Ґудванґена. Ще далі у фіорді розташовані село Дирдал та ферма Стіві.
Фіорд — вузький, в деяких місцях всього 250 метрів завширшки, тоді як гори в цьому районі заввишки 1761 м над рівнем моря. У Бакку у вузькому місці найбільша глибина становить всього 7 сажнів (12 метрів), водночас як фіорд всередині розширюється й опускається на глибину 44 сажні (75 метрів), так що сама внутрішня частина являє собою потік. У Баккасундеті ширина фіорду становить всього 250 метрів. Фіорд іноді замерзає в періоди холодних зим. Такі випадки зафіксовані, зокрема, у 1920-х і в 1962 році, коли маршрутні судна не змогли зайти у фіорд і змушені були йти вздовж льодової межі.
У 2013 році фіорд став джерелом натхнення для створення міста Аренделл у фільмі Діснея «Крижане серце».
Амунн Гелланн писав: «Високі і потужні гори оточують ці фіорди і фіорддейл, де живуть найдивніші люди в приході».

## Об'єкт Всесвітньої спадщини
14 липня 2005 року район Нерьойфіорду разом із районом Гейрангер-фіорду включений до Списку всесвітньої культурної та природної спадщини ЮНЕСКО як ландшафт Західного норвезького фіорду. Район Нерьойфіорду включає райони, особливо навколо Нерьойфіорду і частини Еурланнсфіорду в муніципалітеті Еурланн, а також райони в муніципалітетах Восс, Вік та Лердал. У Вікі і Лердалі ці райони пов'язані з Еурланнсфіордом, Фресвикбрином та природним заповідником Блея. Муніципалітет Восс — це райони, пов'язані з природним заповідником Гроносмиране, Сталхеймсклейви з водоспадом Сівлефоссен і Сівлесніпой, Евстусдален з об'єктом захоплення в Гальсаватнеті і Гравгалсен, а також Файресдален з Гріндафлетватні і Гріндафлетіттою.
Підзона містить райони, які різними способами охороняє норвезька влада:
- Ландшафтна заповідна зона Нерьойфіорду 576 км² (муніципалітети Восс, Еурланн і Вік)
- Природний заповідник Гроносмиране 3,4 км² (Еурланн і Восс)
- Ландшафтний заповідник Блейя-Сторботнен 66 км² (Лердал і Еурланн)
- Природний заповідник Нордгеймсдален 13 км² (Лердал і Еурланн)
- Природний заповідник Блейя 21,8 км² (Л

Місцевість разом з іншими управляється через ландшафтну заповідну зону Нерьойфьорду. Парк Всесвітньої спадщини Нерьойфіорду є одним з пілотних проєктів зі створення цінності задля Риксантикварену.

## Галерея

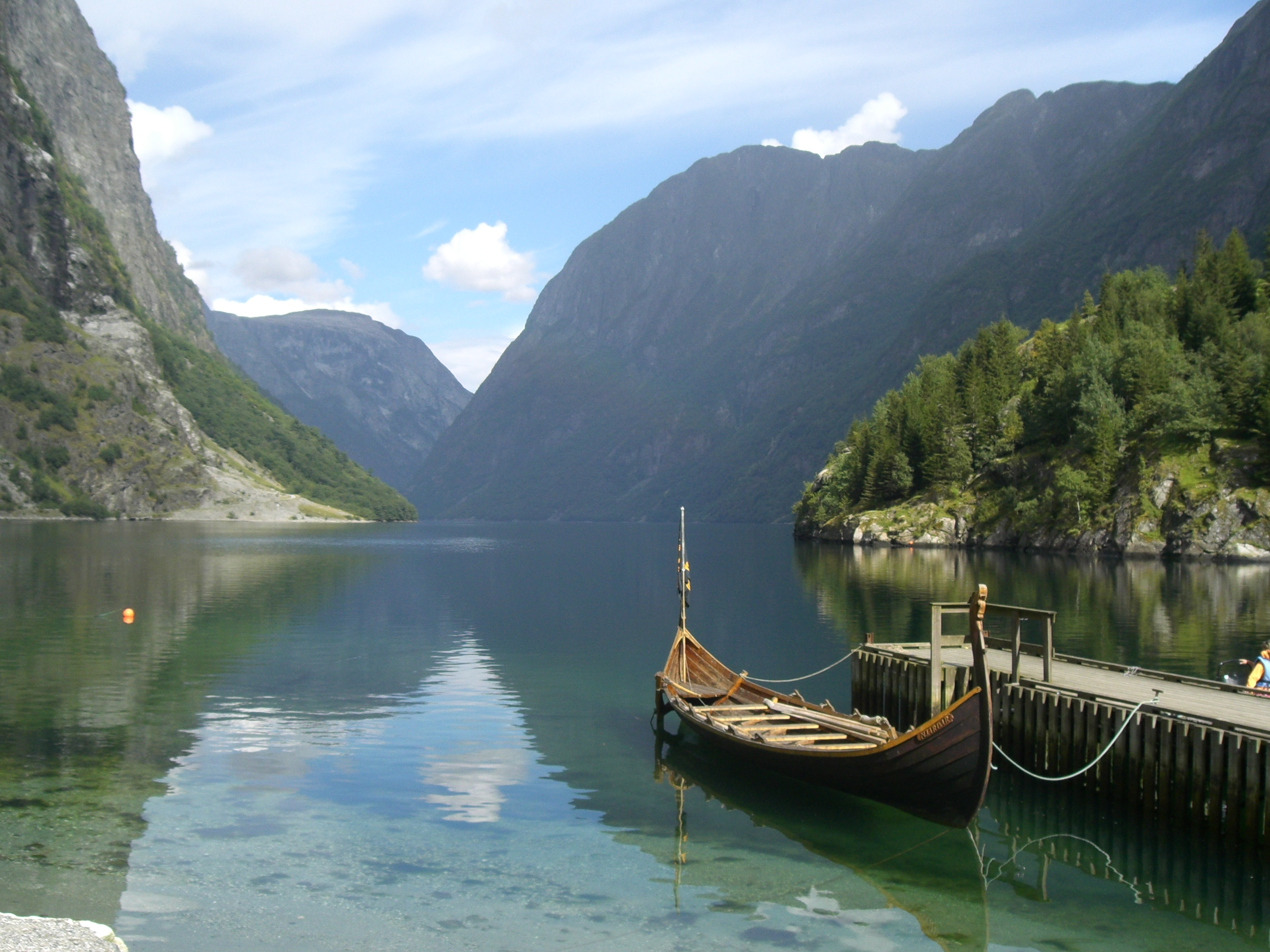
Нерьойфіорд із Ґудванґена
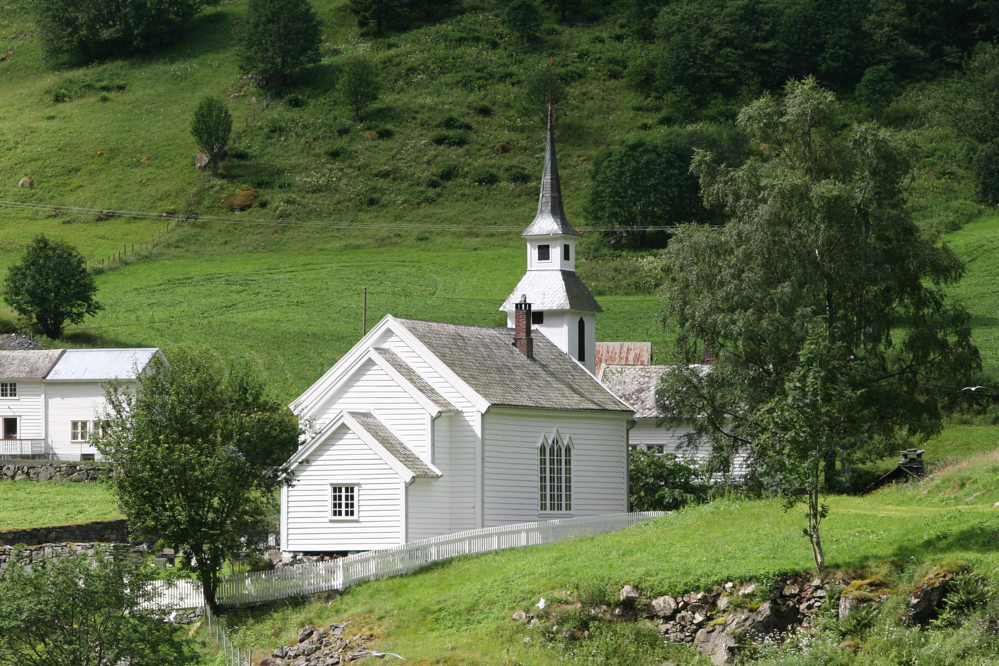
Кірха в Баккі (1859) у Нерьойфіорді
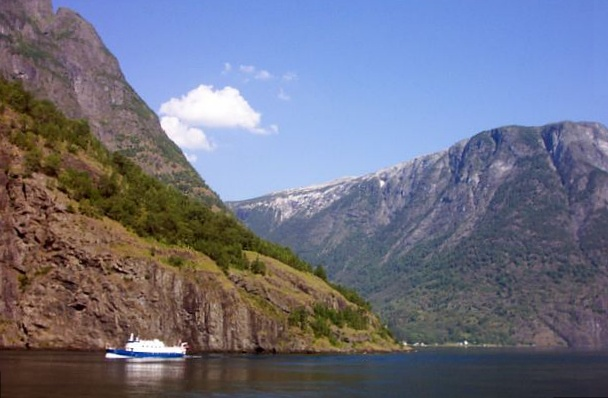
Човен Нерьойфіорд
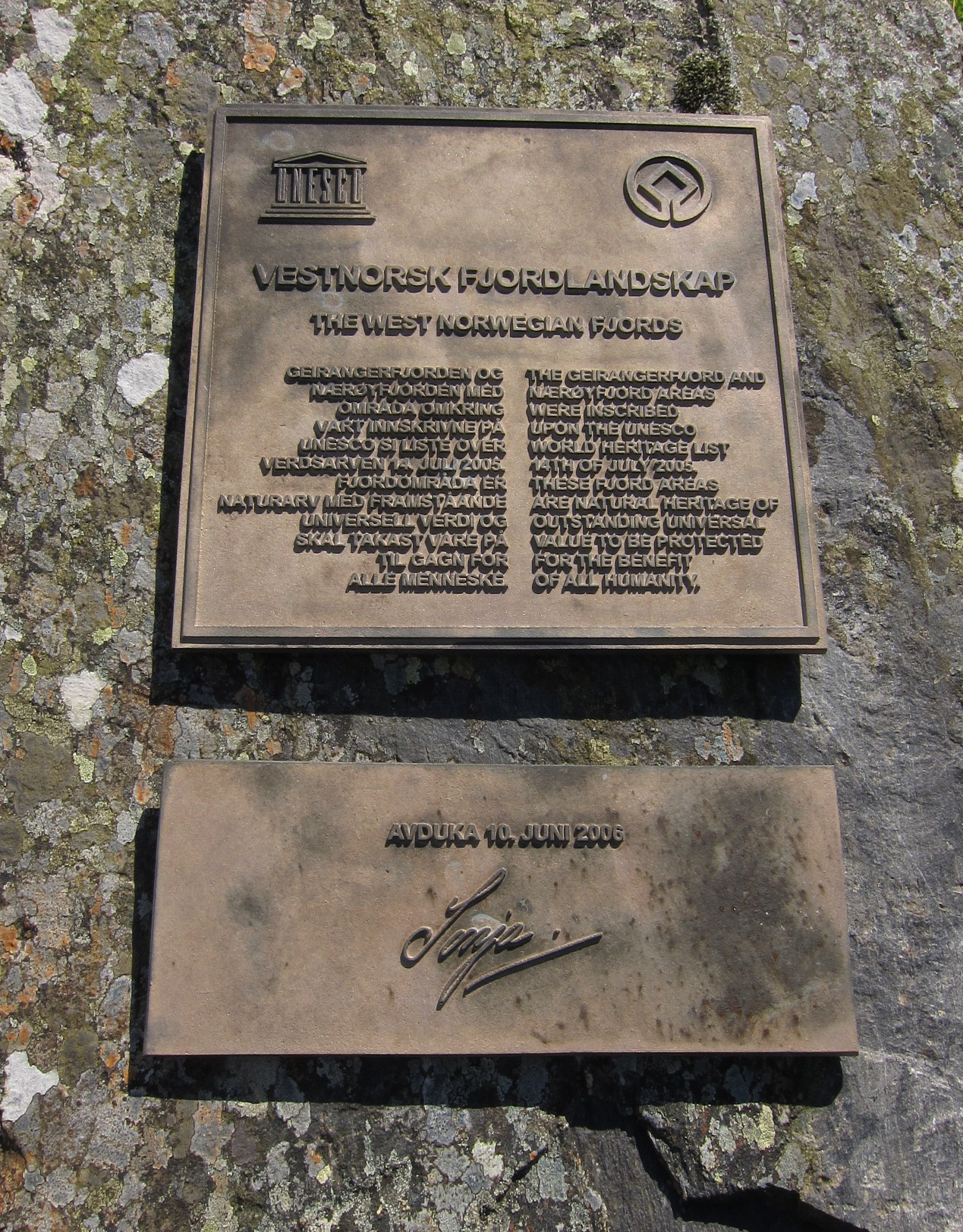
Пам'ятна дошка в Бакка, відкрита королевою Сонею 10 червня 2006.
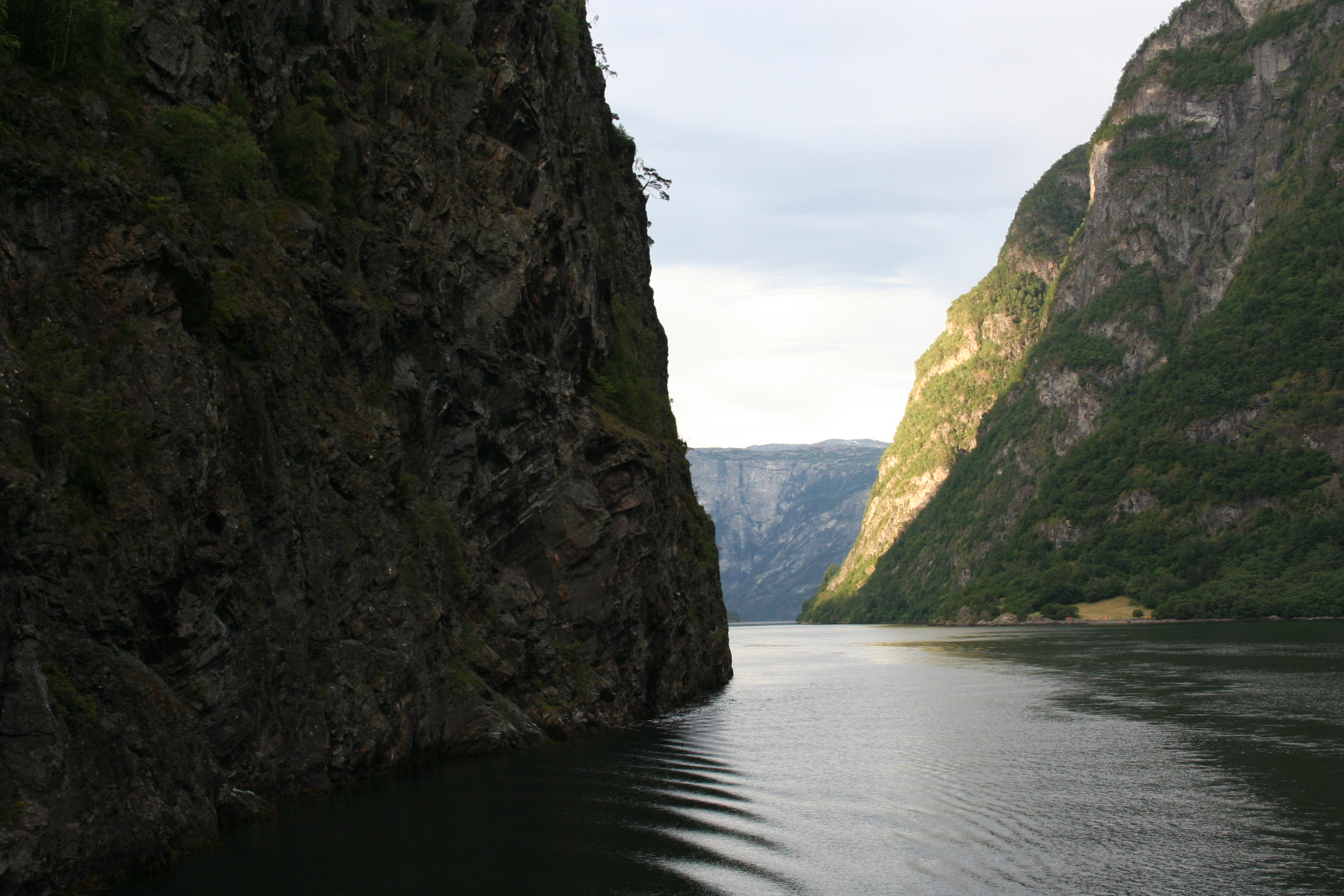
Нерьойфіорд
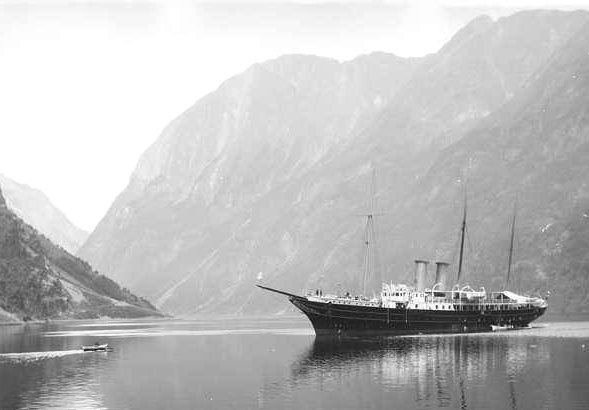
«Принц Олав» у Ґудванґені у 1925
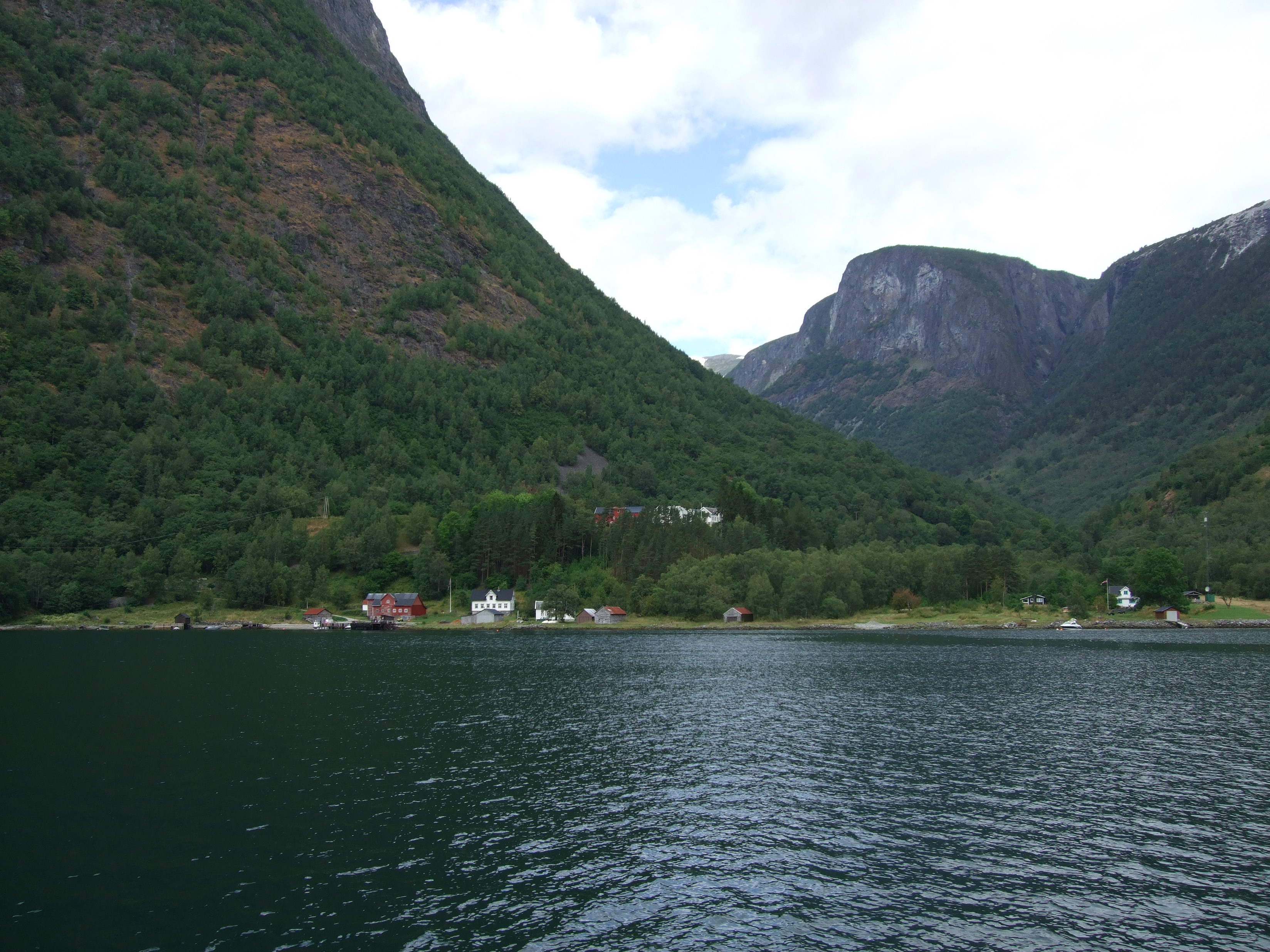
Дирдал мав будівлю суду Арнехус 1737 - 1880, електростанція 1920-1961, власне поштове відділення 1928-1993.
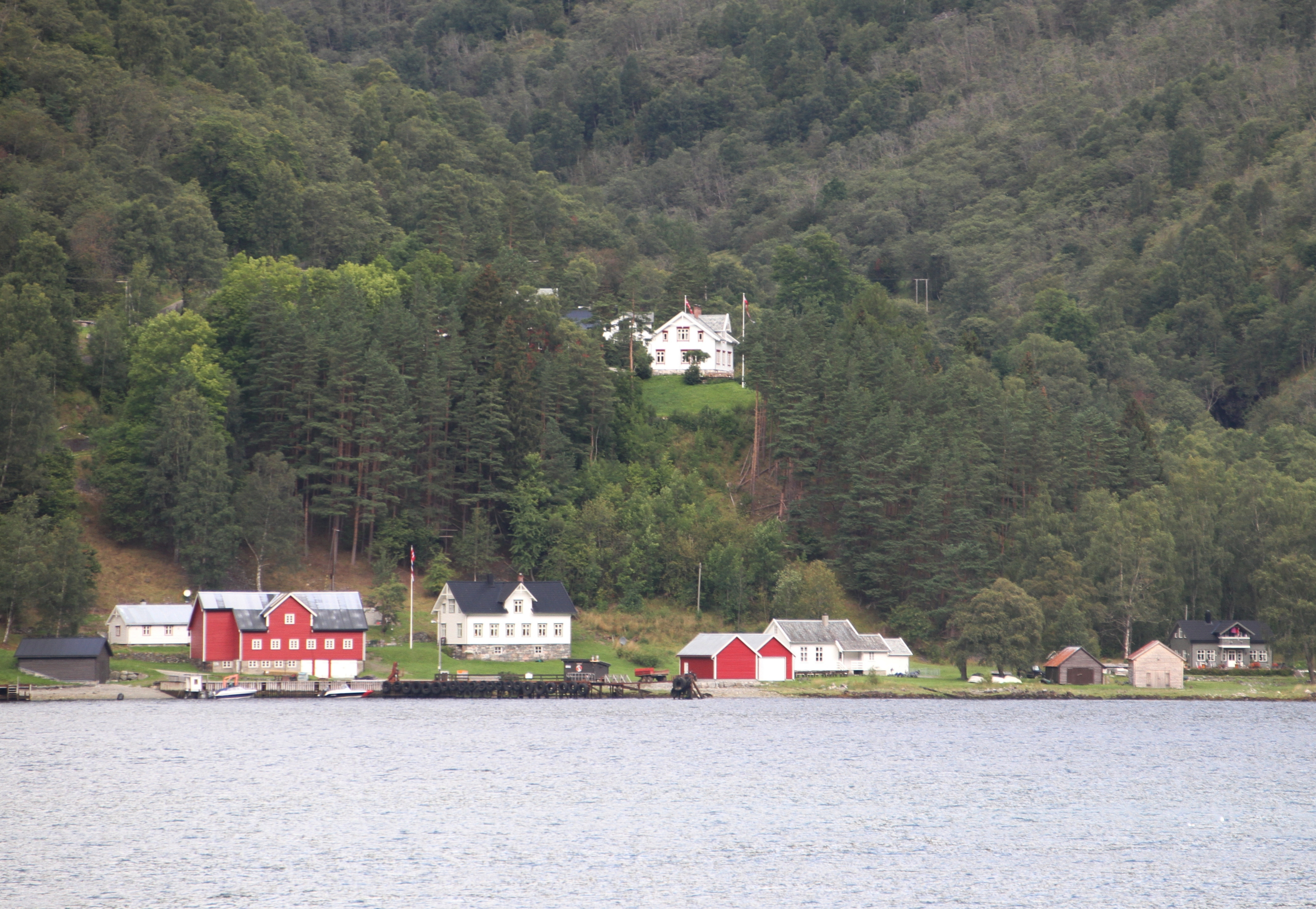
Дирдал посеред Нерьойфіорду має лише човнове сполучення